# 10234 Sixtygarden
10234 Sixtygarden (1997 YB8) là một tiểu hành tinh vành đai chính được phát hiện ngày 27 tháng 12 năm 1997 bởi J. Ticha và M. Tichy ở Klet. Nó được đặt theo tên the address thuộc Harvard-Smithsonian Center for Astrophysics, home thuộc Minor Planet Center và the Central Bureau for Astronomical Telegrams.